# Astragalus beckii
Astragalus beckii är en ärtväxtart som beskrevs av Joseph Friedrich Nicolaus Bornmüller. Astragalus beckii ingår i släktet vedlar, och familjen ärtväxter. Inga underarter finns listade i Catalogue of Life.